# Старое Коточижное
Старое Коточижное — упразднённая деревня в Павинском районе Костромской области России. Входила в состав Петропавловского сельского поселения. Исключена из учётных данных в 2024 году.

## География
Находится в северо-восточной части Костромской области на расстоянии приблизительно 14 км на восток по прямой от села Павино, административного центра района.

## История
В XIX веке деревня находилась на территории Никольского уезда Вологодской губернии. В 1859 году здесь было учтено 19 дворов.

## Население
| 2008 | 2010 | 2014 |
| ---- | ---- | ---- |
| 6    | →6   | ↘2   |

Численность постоянного населения составляла 110 человек (1859), 14 в 2002 году (русские 100 %), 0 в 2022.